# Военное представительство
Вое́нные представи́тельства (ВП), иногда Представи́тельства зака́зчика (ПЗ) — воинские подразделения при военных ведомствах нескольких государств мира, обладающих собственной оборонной промышленностью, создаваемые для контроля качества и приёмки военной продукции на предприятиях, в организациях и учреждениях независимо от ведомственной подчинённости и форм собственности, осуществляющих в интересах обороны стран разработку, испытания, производство, поставку и утилизацию продукции военного назначения, как непосредственно, так и в порядке кооперации.
Под военной продукцией понимается вооружение, военная техника, военно-техническое и иное имущество, научно-техническая и иная продукция и документация, а также работы, выполняемые в интересах обороны.

## В России

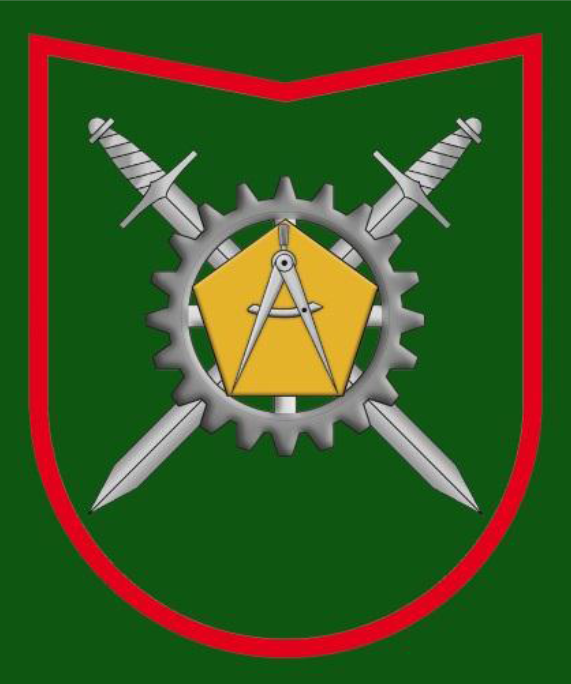
Нарукавный знак военнослужащих военных представительств Министерства обороны Российской Федерации

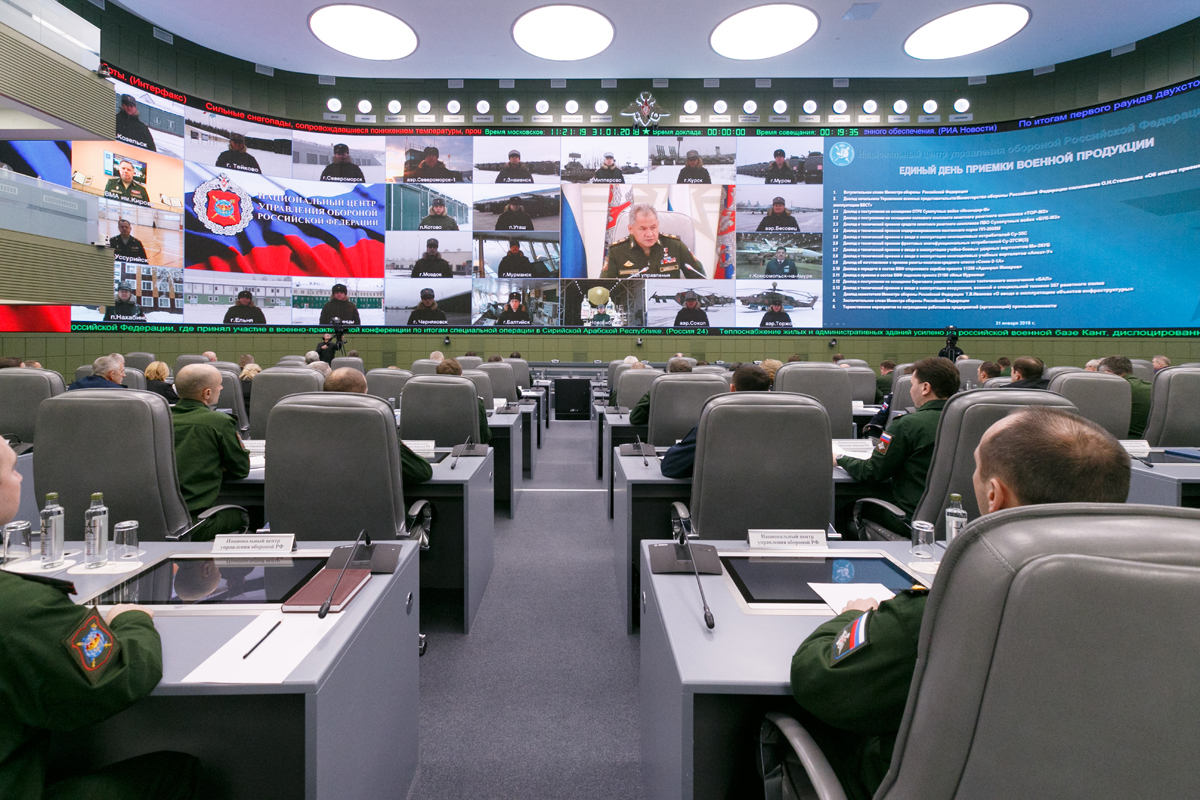
Ежеквартальное проведение единого дня приёмки военной продукции под руководством Министра обороны Российской Федерации

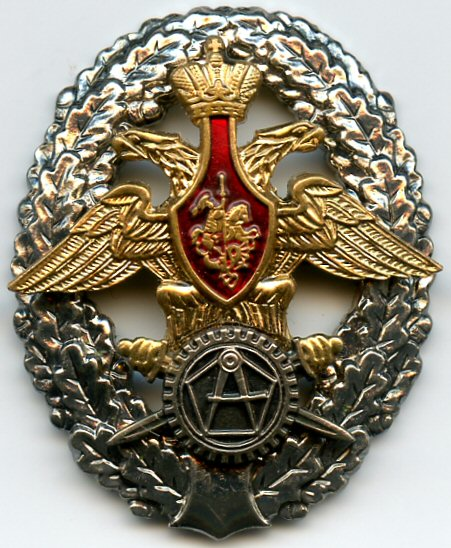
Знак отличия военнослужащих военных представительств Министерства обороны Российской Федерации. Учреждён Приказом Министра обороны РФ № 110 от 20 марта 2001 года

Система военных представительств в Российской Федерации состоит из самих военных представительств (ВП МО РФ) и органов их управления, таких как: Управление военных представительств (УВП МО РФ) и служб уполномоченного по качеству вооружения и военной техники региональных (СУ по КВВТ УВП МО РФ)
Деятельность военных представительств и органов их контроля регламентируется Положением о военных представительствах Министерства обороны Российской Федерации, другими законодательными актами Российской Федерации, воинскими уставами, приказами и директивами Министра обороны Российской Федерации.

ВП МО РФ и органы их управления входят в состав Министерства обороны Российской Федерации и непосредственно подчиняются  заместителю Министра обороны Российской Федерации, отвечающему за организацию военно-технического обеспечения войск (сил), как вид учреждения имеют действительные наименования (номер военного представительства), гербовую печать, бланки и штампы. Комплектование штатных должностей ВП МО РФ военнослужащими и гражданским персоналом Вооружённых Сил Российской Федерации осуществляется в соответствии с их организационно-штатной структурой.

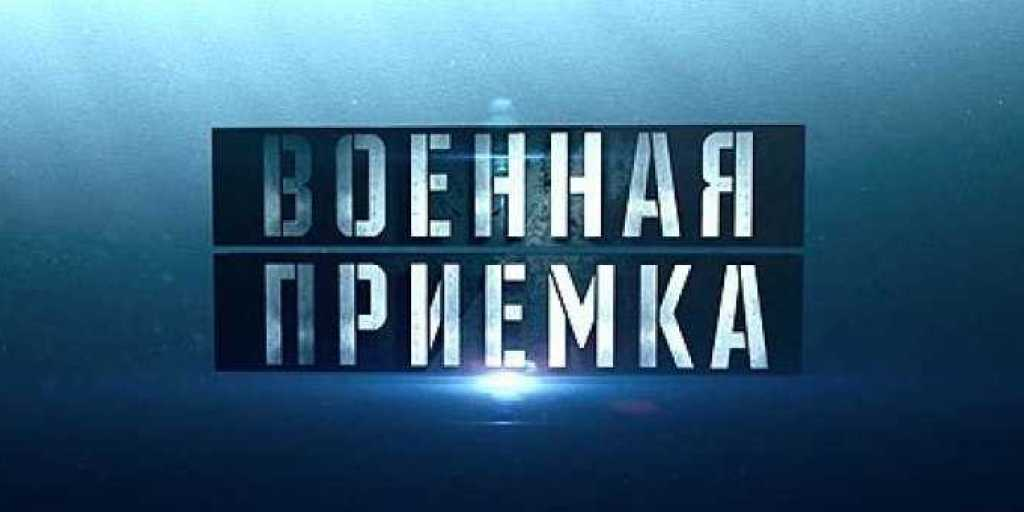
Непосредственное участие ВП МО РФ с 2015 года в организации съемок передачи "Военная приёмка" на телеканале "Звезда"

В случаях, когда в организациях не создаются ВП МО РФ, Минобороны России направляет в них своих представителей, которые осуществляют контроль качества и приемку военной продукции, а также контроль мобилизационной подготовки этих организаций. На указанных представителей распространяются все права и обязанности, предусмотренные Положением о военных представительствах Министерства обороны Российской Федерации, в части выполнения порученных им работ.
ВП МО РФ вправе производить оценку соответствия изготавливаемой продукции в форме контроля качества с последующим документальным подтверждением оценки соответствия (приёмки). Номенклатура военной продукции, подлежащей контролю качества и приемке, ежегодно устанавливается Департаментом Министерства обороны Российской Федерации по обеспечению государственного оборонного заказа и доводится до руководителей организаций и ВП МО РФ. ВП МО РФ на основании утверждённой номенклатуры определяют перечни изделий, сборочных единиц и операций технологического процесса, подлежащих обязательному контролю качества и приемке, которые доводятся до руководителей организаций и могут уточняться ВП МО РФ в зависимости от результатов эксплуатации и контроля качества военной продукции.
ВП МО РФ принимают участие в планировании мероприятий по защите государственной тайны при разработке, испытаниях, производстве и поставке военной продукции. Руководители ВП МО РФ включаются в состав постоянно действующих в организациях технических комиссий по защите государственной тайны.
По запросу заказывающих органов военного управления ВП МО РФ может производить оценку соответствия изготавливаемой продукции в форме контроля качества с последующим документальным подтверждением оценки соответствия (приёмки) по контрактам, не связанным с выполнением государственного оборонного заказа для нужд Минобороны России. В этом случае Министерство обороны получает от организации промышленности 1,95% от общей стоимости контракта.
ВП МО РФ также контролирует работу по мобилизационному планированию ведущуюся на предприятиях.
Приказом заместителя Министра обороны Российской Федерации от 15 сентября 2022 г. № 868 установлена дата проведения годового праздника военных представительств - 5 июля(25 июня по старому стилю, 5 июля по новому стилю, 1645 г. по указу царя Михаила Федоровича Романова на Тульском заводе «пищального и железного дела», принадлежавшем голландскому купцу Андрею Виниусу, была впервые введена военная приёмка артиллерийских орудий)

#### Учебные заведения
- Кафедра Управления военных представительств МО РФ при учебном военном центре Московского авиационного института — основана приказом ректора МАИ № 509 от 17 ноября 2009 года в городе Москве;
- При Военном университете Министерства обороны Российской Федерации действуют курсы переподготовки и повышения квалификации офицерского состава военных представительств;
- Учебные военные центры при Балтийском Государственном Техническом Университете «Военмех» и Санкт-Петербургском государственном морском техническом университете осуществляют обучение студентов по ВУС 710100 «Экономика и организация производства и ремонта вооружения, военной, специальной техники и имущества».

## ВСША
Система военного контроля качества вооружения в США включает в себя достаточно обширную структуру насчитывающую в своём штатном составе порядка 160 тысяч должностей военнослужащих и гражданского персонала, при том количество гражданского персонала в шесть раз превышает число военных.
В Министерстве обороны США (МО США) нет должностей, однозначно соответствующих статусу военного представителя. Головным ведомством Пентагона, отвечающим за обеспечение качества вооружения и военной техники (ВВТ), является Агентство управления оборонными контрактами (DCMA). Это агентство тесно взаимодействует с управлениями руководителей программ приобретения МО и министерств видов ВС (аналоги военных представительств), непосредственно занимающихся обеспечением качества ВВТ на местах, число которых измеряется не одной сотней единиц.
В начале 1960-х годов Министерство обороны США провело оценку системы управления контрактами и приняло меры по её модернизации. Было установлено, что структуры Пентагона, осуществлявшие управление контрактами, дублировали функции друг друга и были децентрализованы. Поэтому было принято решение о передаче основной части административных функций Управлению тыла МО, к которому постепенно стала переходить вся ответственность в этой сфере.
Однако соответствующие службы видов ВС продолжали управлять крупными программами приобретения ВВТ, включая обеспечение и контроль качества вооружений. В соответствии с нормами МО к крупным программам закупок вооружений относятся такие программы, ежегодные расходы по которым на собственно разработку какой-то конкретной системы оружия превышают 365 млн. долларов, а стоимость произведенных образцов – 2 млрд. долларов.

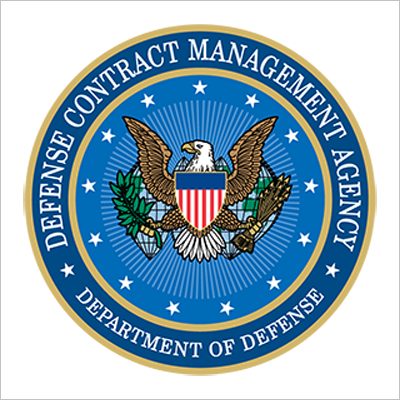
Эмблема Агентства управления оборонными контрактами (DCMA)

Тем не менее проблемы с качеством военной продукции полностью ликвидировать так и не удалось. В связи с этим в 1989 году по приказу МО была еще раз проведена проверка эффективности функционирования системы управления контрактами на разработку и закупку вооружений, в ходе которой были выявлены многие недостатки, включая общие подходы к контролю и обеспечению качества ВВТ и внедрению соответствующих стандартов. 
По результатам данной проверки в начале 1990 года в рамках Управления тылом МО было создано Командование управления военными контрактами (DCMC). Десять лет спустя это командование было выведено из состава Управления тыла и стало самостоятельным подразделением МО, подчиненным заместителю министра обороны по приобретению, технологиям и материально-техническому обеспечению (under secretary of defense for acquisition, technology and logistics). Оно было переименовано в Агентство управления оборонными контрактами (DCMA). DCMA было передано право управления всеми контрактами, реализуемыми по заказам военного ведомства.
Управление качеством ВВТ, ответственность за которое возложена на Директорат обеспечения качества (QAD), является только одной из многочисленных функций агентства. Кроме этого специалисты данной структуры формулируют общие подходы к управлению контрактами, которые находят отражение в многочисленных директивах, меморандумах, наставлениях и руководствах, выпускаемых в его стенах. Сотрудники агентства принимают самое непосредственное участие в отборе компаний для выполнения заказов и в подготовке контрактов, оценивают риски их выполнения, контролируют подразделения подрядчика, обеспечивающие выполнение работ по заданиям МО, следят за расходами компаний, реализующих военные контракты, и решают ещё целый ряд других задач на всех фазах жизненного цикла систем ВВТ.
В настоящее время в DCMA, штаб-квартира которого расположена в Форте Ли штата Виргиния, проходят службу 562 офицера. Численность гражданского персонала составляет чуть более 10 тысяч человек. В состав агентства входит 46 отделов управления контрактами, расположенных на 740 объектах в западной, центральной и восточной зонах территории США и в 26 зарубежных странах, которым Пентагон продает вооружения. Их сотрудники контролируют почти 20 тысяч фирм, с которыми МО заключило контракты на разработку и поставку ВВТ. Число выполняемых контрактов (на 2012 г.) составляет почти 334 тысяч, а их стоимость — около 1,7 трлн долларов.